# Giorgio Maini
Giorgio Maini (Santa Maria della Versa, 16 agosto 1944 – Stradella, 9 settembre 2024) è stato un politico italiano.

## Biografia
Iscritto al Partito Comunista Italiano dal 1958, ricoprì numerosi ruoli di dirigenza nella sezione provinciale di Pavia. Eletto in più volte in consiglio comunale, fu sindaco della città per due mandati dal 1980 al 1986.
Continuò l'attività politica come consigliere comunale a San Martino Siccomario, dove fu anche assessore dal 1988 al 1993. Sedette nel consiglio comunale anche dal 2001 al 2009, come rappresentante di una lista civica.